# Elizabeth Blackwell
 (août 2025).
Pour les articles homonymes, voir Blackwell.
Ne pas confondre avec Elizabeth Blackwell (1707-1758), botaniste
 (janvier 2024).
Motif : article incomplet, manque d'organisation, ne répond pas aux règles de wikification, purge des sources primaires
Elizabeth Blackwell, née le 3 février 1821 à Bristol (Royaume-Uni de Grande-Bretagne et d'Irlande) et morte le 31 mai 1910 à Argyllshire dans les Highlands de l'Écosse, est une femme médecin, essayiste, journaliste scientifique, conférencière et militante féministe anglo-américaine. Elle est la première femme médecin diplômée par une université aux États-Unis, ainsi que la première femme membre du General Medical Council britannique et l'une des fondatrices de la Women's Central Association of Relief lors de la guerre de Sécession

## Biographie

### Contexte familial
Elizabeth Blackwell est la troisième fille des neuf enfants, dont trois sont morts dans la petite enfance, de Samuel Blackwell et de Hannah (Lane) Blackwell. Ses sœurs aînées sont Anna Blackwell (en) et Marian, ses sœurs cadettes sont Emily Blackwell et Sarah Ellen Blackwell (en), ses frères cadets sont Samuel Charles Blackwell (en), Henry Browne Blackwell, John et George,,.
Sa mère est élevée par sa grand-mère, son grand-père maternel ayant été condamné à la déportation en Australie, où il est mort. Le père de Samuel Blackwell, lui, a une réputation de tyran, il considère les femmes comme des esclaves, il exerce une autorité sans partage sur ses enfants qui ne peuvent que se soumettre. D'après la biographe Nancy Sahli, c'est probablement en réaction à ces conditions d'éducation que Samuel Blackwell fera preuve de tolérance et d'ouverture d'esprit envers ses enfants et que Hannah Lane se montrera elle aussi si peu conformiste.

### Enfance à Bristol
Quand Elizabeth Blackwell atteint l'âge de trois ans, la famille  Blackwell s'installe à Bristol au 1 Wilson Street. Elle y passe une enfance heureuse, et conserve le souvenir de la présence positive et aimante de son père. Samuel Blackwell est un homme progressiste, aussi bien dans sa vision des relations sociales que dans le domaine de la religion ou de l’éducation des enfants. Plutôt qu'avoir recours aux châtiments corporels de manière systématique, il dispose d'un carnet dans lequel il note les manquements de ses enfants à la discipline. Lorsque les écarts s'accumulent, les enfants sont contraints à passer l'heure du dîner isolés dans le grenier de la maison. Cela ne saurait signifier qu'Elizabeth Blackwell est élevée de manière laxiste. Son père, congrégationaliste, maintient un strict respect les principes éducatifs et religieux auxquels il est attaché. Il est convaincu qu'il convient d'offrir à chaque enfant un cadre propice au développement de ses talents particuliers. Elizabeth Blackwell bénéficie non seulement des services d'une gouvernante, mais également de cours particuliers qui ont accompagné son développement intellectuel. Cet environnement conduit toutefois sa vie sociale de petite fille à se limiter pour l'essentiel au cercle familial.

### Émigration vers les États-Unis
En 1828, la famille d'Elizabeth Blackwell s'installe dans Nelson Street, tout près de la raffinerie familiale, ce qui permet à Samuel d’être plus proche de son entreprise dont l’activité prend de l'ampleur. Toutefois, des émeutes secouent Bristol en 1830-1840, dont le degré d'agitation devient tel que la famille prend la décision de tenter sa chance aux États-Unis. Cette décision provient aussi d'une épidémie de Choléra,qui a touché Bristol en 1830-1831. Elizabeth Blackwell a onze ans lorsque tous embarquent sur le navire « Cosmo », en direction de New York, en août 1832. Une fois sur place, Samuel Blackwell fonde la Raffinerie du Congrès, à New-York, et rejoint la congrégation de Samuel Hanson. Il est membre actif des cercles réformistes de l’époque : des leaders abolitionnistes tels William Lloyd Garrison et Theodore Weld lui rendent visite. La famille de Samuel Blackwell adopte sa vision libérale des choses, et ses enfants décident même d'abandonner la consommation de sucre en geste de protestation contre le commerce des esclaves. Elizabeth Blackwell s'initie de la sorte à l’idée de réforme sociale, qu'elle continuera de soutenir activement dans les années suivantes, assistant à des rassemblements anti-esclavage et des réunions d’abolitionnistes jusqu’à la fin des années 1830. Ces activités cultiveront naturellement le goût d'Elizabeth Blackwell pour l’indépendance économique comme intellectuelle.
En 1836, la raffinerie est détruite par un incendie. Samuel Blackwell parvient à la reconstruire, mais un an plus tard son commerce bat de l'aile. La famille réduit son train de vie, se sépare de ses domestiques, et déménage vers Cincinnati dans l'Ohio en 1838, pour tenter de se relancer. Cincinnati apparaît en effet aux yeux de Samuel Blackwell comme un lieu propice à la culture de betteraves sucrières, une matière première alternative à la canne à sucre et socialement plus acceptable . Malheureusement, Samuel n'aura pas l'occasion de réaliser son projet. Il meurt soudainement de maladie le 7 août 1838, trois semaines après l’arrivée de la famille à Cincinnati. Il laisse derrière lui ses neuf enfants à la charge de leur mère, ainsi que d'importantes dettes.

### Jeune adulte
La situation financière des Blackwell devient très précaire. Pour y remédier, Anna, Marian et Elizabeth créent une école, la Cincinnati English and French Academy for Young Ladies, qui procure un enseignement généraliste aux jeunes filles, et dont les cours et l'internat sont payants. Pendant ces années, les activités militantes d'Elizabeth sont ralenties, dans un Cincinnati plus conservateur vis-à-vis de l’émancipation des esclaves.
Elizabeth Blackwell devient membre de l'Église épiscopalienne en décembre 1838, probablement influencée par sa sœur Anna. Elle devient un membre actif de l’église épiscopalienne de Saint-Paul, mais en 1839, William Henry Channing, un prêtre unitarien charismatique, arrive à Cincinnati et lui fait découvrir le transcendantalisme. Blackwell se tourne alors vers l’Église unitarienne, une démarche très mal perçue par la communauté conservatrice de Cincinnati. L’école fondée par les sœurs Blackwell voit beaucoup de ses élèves retirées par leurs parents en guise de protestation, et elle est conduite à la fermeture en 1842. Blackwell commence alors à offrir des cours particuliers.
Au contact de Channing, Elizabeth Blackwell développe son intérêt pour les questions d’éducation et de réforme. Elle s'attache à enrichir ses propres connaissances, étudie l'art, suit des cours variés, écrit des nouvelles, et découvre les pratiques religieuses d’obédiences variées (quakers, millerisme, judaïsme). À partir des années 1840, elle commence à formaliser sa pensée sur les droits des femmes dans ses journaux personnels, et sa correspondance. Elle participe également à la campagne politique de William Henry Harrison en 1840.
La même année, grâce à l'aide de sa sœur Anna, Elizabeth Blackwell obtient un emploi d'enseignante, qui lui rapporte 400 $ par mois à Henderson, dans le Kentucky. Malgré la satisfaction que lui apportent ses élèves, elle trouve que les conditions de vie et d'enseignement ne sont pas adéquates. Elle est particulièrement mal à l'aise car elle y est confrontée pour la première fois à la réalité la plus concrète de l'esclavage. La ville d'Henderson finit par lui paraître si spirituellement étriquée, la société si rigide, que sa situation lui semble absurde et intolérable. Elle retourne à Cincinnati seulement six mois après son départ, bien décidée à donner à sa vie plus de sens.

### Études de médecin et carrière médicale
Elizabeth Blackwell a songé pour la première fois à la carrière médicale à l'occasion de la douloureuse maladie d'une amie de Cincinnati, qui succombe probablement d'un cancer de l’utérus. Cette amie lui confie qu’être soignée par un docteur femme aurait probablement rendu son traitement beaucoup plus confortable. Elizabeth Blackwell est également convaincue que les qualités féminines sont très adaptées à l'exercice de la profession médicale. À cette époque pourtant, « elle déteste tout ce qui a trait au corps, et ne supporte pas les livres traitant de médecine ». Un autre élément qui la pousse toutefois dans cette voie est le sens attribué en ce temps à l'expression « femme médecin », par lequel sont désignées les faiseuses d'anges. Elizabeth Blackwell souhaite se dresser contre cette idée reçue qui ne rend pas justice à ce dont elle croit les femmes capables. Embrasser la carrière médicale constitue également un moyen d’acquérir l’indépendance matérielle qu'elle recherche, en dehors des liens du mariage.
Elle se lance dans ces études sans être consciente de toutes les difficultés qui l'attendent, dans une société très patriarcale. Mais les barrières qu'elle rencontre ne font que renforcer sa détermination. En 1845, Elizabeth Blackwell possède la certitude qu'elle a les moyens d'obtenir son diplôme, mais il lui faut encore trouver où poursuivre, et comment financer ces études.

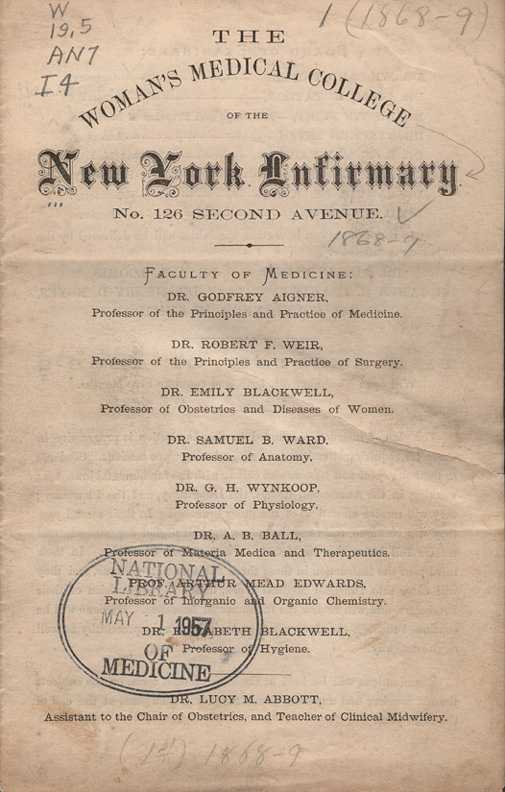
Le Collège médical des femmes de l'Infirmerie de New York, annonce, 1868-1869.

C'est une nouvelle fois par l’intermédiaire de sa sœur Anna qu’Elizabeth trouve un emploi. Il s'agit d'enseigner la musique dans un établissement d'Asheville en Caroline du Nord. L'objectif d'Elizabeth est d’épargner les trois mille dollars nécessaires au financement des années d’études médicales qu'elle projette. À Asheville, Elizabeth Blackwell est hébergée par le révérend John Dickson, qui a exercé en tant que médecin avant de suivre sa vocation religieuse, et qui soutient le projet d'Elizabeth. Cet état de choses lui donne l’occasion de profiter de la bibliothèque privée du révérend pour étudier. C'est une période qui lui permet également de calmer ses propres doutes sur son choix de carrière, et de supporter sa solitude, par une activité contemplative régulière. Elle reprend par ailleurs fait et cause pour la lutte abolitionniste, tout comme son frère Henry Brown Blackwell, qui épousera Lucy Stone. Un autre de ses frères, Samuel Charles, épousera une autre figure féministe, Antoinette Brown. Elle fait à l'occasion de ces activités la connaissance de Harriet Beecher Stowe et lance notamment une école du dimanche pour les esclaves, mais l'initiative ne sera pas couronnée de succès.
Lorsque l’école du révérend Dickson ferme à son tour, Elizabeth Blackwell s'installe dans la résidence du frère de ce dernier, Samuel Henry Dickson, un médecin très réputé de Charleston. Elle commence à enseigner dans une école de Charleston en 1846, et sollicite par courrier, avec le soutien de John Dickson, l'admission dans des facultés de médecine, mais sans succès. Ces refus répétés l’incitent à quitter Charleston en 1847 pour Philadelphie et New-York, afin de prendre l'attache des facultés de médecine de manière directe. Son plus grand souhait est d’être admise au sein d'une des facultés de Philadelphie.
Elizabeth Blackwell se rabat alors sur des écoles moins prestigieuses et est finalement admise au Hobart and William Smith Colleges (en) à Geneva dans l'État de New York, après 19 refus. Bravant les préjugés des professeurs et des étudiants, elle termine, le 23 janvier 1849, première de sa classe et devient la première femme à obtenir son diplôme de médecin aux États-Unis. Elle complète sa formation en Europe, de 1849 à 1851. À son retour, elle tient pendant deux ans des conférences sur l'hygiène et la médecine, dans le cadre de tournées organisées par des abolitionnistes et des suffragistes.
Refusée dans la plupart des hôpitaux, elle fonde son propre établissement avec Marie Zakrzewska appelé NewYork-Presbyterian Lower Manhattan Hospital (en) en 1853 dans le Lower East Side à New York, avec l'aide financière d'un groupe de femmes Quakers. Au déclenchement de la guerre de Sécession, avec Dorothea Dix elle forme des infirmières et, en 1868, fonde un collège médical destiné à la formation de femmes médecins.
En 1869, elle laisse à sa sœur Emily la responsabilité de ce collège pour retourner en Angleterre. Là, avec Florence Nightingale, elle ouvre le London School of Medicine for Women et devient la première femme médecin enregistrée en Grande-Bretagne. Elle prend sa retraite à l’âge de 86 ans.
Son guide d’éducation sexuelle (The Moral Education of the Young), est publié en Angleterre, tout comme son autobiographie (Pioneer Work in Opening the Medical Profession to Women, 1895).
Morte en Écosse le 31 mai 1910, elle est incinérée.

## Œuvres

### Autobiographie
- Pioneer Work In Opening The Medical Profession To Women, Londres & New York, J.M. Dent & E.P. Dutton,, 19 ? (réimpr. 1970, 2005, 2018), 264 p. (ISBN 9780649005475, OCLC 647417253, lire en ligne),

### Traités et ouvrages scientifiques
- The Laws of Life, With Special Reference to the Physical Education of Girls, New-York, G.P. Putnam (réimpr. 1986, 2012, 2022) (1re éd. 1852), 188 p. (ISBN 9781015885813, OCLC 706356468, lire en ligne),
- Counsel to Parents On the Moral Education of Their Children, in Relation to Sex, New York & Londres, Brentano's Literary Emporium, Hatchards (réimpr. 1879, 1880, 1883, 1884, 1900, 1913, 1990, 2009, 2013, 2015) (1re éd. 1878), 161 p. (ISBN 9781297284472, OCLC 875139758, lire en ligne),
- Wrong and right methods of dealing with social evil, as shown by lately-published English parliamentary evidence, New York, A. Brentano, 1883, 95 p. (OCLC 863260317, lire en ligne),
- Human element in sex being a medical inquiry into the relation of sexual physiology to Christian morality, Londres, Churchill, 1894, 94 p. (OCLC 1037558029, lire en ligne),
- Scientific method in biology, Londres, E. Stock, 1898, 96 p. (OCLC 1040570905, lire en ligne),
- Essays in Medical Sociology, Londres, Ernest Bell, 1902, 264 p. (OCLC 557063710, lire en ligne),

### Articles et conférences
- Medicine as a Profession for Women, New York, Trustees of the New York Infirmary for Women, 1860, 32 p. (OCLC 14848330, lire en ligne),
- On the decay of municipal representative government: a chapter of personal experience, Londres, Moral Reform Union, 1885, 26 p. (OCLC 681756625, lire en ligne),
- A medical address on the benevolence of Malthus, contrasted with the corruptions of Neo-Malthusianism, Londres, T. W. Danks & Co., 1888, 44 p. (OCLC 973403308, lire en ligne),
- The Influence of Women in the Profession of Medicine, Baltimore, Maryland, George Bell and Sons, 1889, 40 p. (OCLC 9544336676, lire en ligne),

## Hommages
- Elizabeth Blackwell est inscrite au National Women's Hall of Fame[11].
- Elle est l'une des 39 femmes à la table de l'installation de l'artiste féministe Judy Chicago The Dinner Party, aujourd'hui exposée au Brooklyn Museum[12]. Cette installation se présente sous la forme d'une table triangulaire, de 13 convives par côté, chaque convive étant une femme, figure historique ou mythique[13]. Elizabeth Blackwell y est assise entre Susan B. Anthony et Emily Dickinson.

## Pour approfondir

#### Notices dans des encyclopédies et manuels de références
- (en-US) Edward T. James (dir.), Notable American Women 1607-1950, vol. 2 : A-F, Cambridge, Massachusetts, Harvard University Press. (réimpr. 1974, 2014) (1re éd. 1971), 687 p. (ISBN 9780674288362, lire en ligne), p. 161-167,
- (en-US) John A. Garraty (dir.) et Regina Morantz-Sanchez, American National Biography, vol. 2 : Baker - Blatch, New York, Oxford University Press, USA, 1999, 959 p. (ISBN 9780195127812, lire en ligne), p. 892-894. ,
- (en-US) Anne Commire (dir.), Deborah Klezmer (dir.) et Susan Kent (dir.), Women in World History, vol. 2 : Ba-Brec, Waterford, Connecticut, Yorkin Publications / Routledge (réimpr. 2021) (1re éd. 1999), 920 p. (ISBN 9780813348155, lire en ligne), p. 585-590. ,
- (en-US) Elizabeth H. Oakes, International Encyclopedia of Women Scientists, New York, Facts on File, 2002, 470 p. (ISBN 978-0-8160-4381-1, lire en ligne), p. 32-33 ,
- (en-US) Russell Roberts, American Women of Medicine, Berkeley Heights, New Jersey, Enslow Publishers, 2002, 107 p. (ISBN 9780766018358, lire en ligne), p. 16-24,
- (en-US) William Bynum (dir.), Dictionary of Medical Biography, vol. 1 : A-B, Westport, Connecticut, Greenwood Press, 2007, 291 p. (ISBN 9780313328770, lire en ligne), p. 224-225,

#### Essais et biographies
- (en-US) Peggy Chambers, A Doctor Alone : A biography of Elizabeth Blackwell: the first woman doctor 1821-1910, New York et Londres, Abelard-Schuman (réimpr. 2021) (1re éd. 1958), 192 p. (ISBN 9781014063557, lire en ligne). ,
- (en-US) Dorothy Clarke Wilson, Lone Woman : The Story of Elizabeth Blackwell, the First Woman Doctor, Boston, Massachusetts, Little, Brown & Co., 1970, 488 p. (ISBN 9780316944885, lire en ligne),
- (en-US) Matthew G. Grant, Elizabeth Blackwell : pioneer doctor, Mankato, Minnesota, Creative Education; distribution Childrens Press, 1974, 40 p. (ISBN 9780871913074, lire en ligne),
- (en-US) Nancy Sahli, Elizabeth Blackwell : MD 1821-1910, New York, Arno Press, 1981, 542 p. (ISBN 9780405141065, lire en ligne). ,
- (en-US) Elizabeth Schleichert (ill. Antonio Castro), The Life of Elizabeth Blackwell, Frederick, Maryland, Twenty-First Century Books, 1992, 88 p. (ISBN 9780941477666, lire en ligne),
- (en-US) Nancy Kline, Elizabeth Blackwell : First Woman M.D., Newburyport, Massachusetts, Conari Press, 1997, 212 p. (ISBN 9781573240574, lire en ligne),
- (en-US) Ira Peck, Elizabeth Blackwell : The First Woman Doctor, Brookfield, Connecticut, Millbrook Press, coll. « Gateway Biographies », 2000, 56 p. (ISBN 9780761318545, lire en ligne),
- (en-US) Adele Glimm, Elizabeth Blackwell : First Woman Doctor of Modern Times, New York, McGraw-Hill, 2000, 132 p. (ISBN 9780071343350, lire en ligne),
- (en-US) Russell Roberts, American Women of Medicine, Berkeley Heights, New Jersey, Enslow Publishers, 2002, 107 p. (ISBN 9780766018358, lire en ligne), p. 16-24,
- (en-US) William Bynum (dir.), Dictionary of Medical Biography, vol. 1 : A-B, Westport, Connecticut, Greenwood Press, 2007, 291 p. (ISBN 9780313328770, lire en ligne), p. 224-225,
- (en-GB) Julia Boyd, The Excellent Doctor Blackwell : The Life of the First Woman Physician, Stroud, Gloucestershire, Royaume-Uni, Sutton Pub Ltd. (réimpr. 2006, 2013, 2021) (1re éd. 2005), 352 p. (ISBN 9780750941402, lire en ligne),
- (en-US) Ann-Marie Kishel, Elizabeth Blackwell : A Life Of Diligence, Minneapolis, Minnesota, Lerner Publications Co., coll. « Pull Ahead Books ~ Biographies », 2007, 40 p. (ISBN 9780822564591, lire en ligne),

#### Articles anglophones
- « Elizabeth Blackwell, M.D., Consulting Physician, New Hospital For Women », The British Medical Journal, vol. 1, no 2581,‎ 18 juin 1910, p. 1523-1524 (2 pages) (lire en ligne ),
- « Memorial To Dr. Elizabeth Blackwell », The British Medical Journal, vol. 1, no 2789,‎ 13 juin 1914, p. 1321 (1 page) (lire en ligne ),
- Samuel Sanes, « Elizabeth Blackwell : her First Medical Publication », Bulletin of the History of Medicine, vol. 16, no 1,‎ juin 1944, p. 83-88 (7 pages) (lire en ligne ),
- Frederick C. Waite, « Two Early Letters by Elizabeth Blackwell », Bulletin of the History of Medicine, vol. 21, no 1,‎ janvier - février 1947, p. 110-112 (3 pages) (lire en ligne )
- Annis Gillie, « Elizabeth Blackwell And The "Medical Register" From 1858 », The British Medical Journal, vol. 2, no 5107,‎ 22 novembre 1958, p. 1253-1257 (5 pages) (lire en ligne ),
- Wendell Tripp, « Dr. Elizabeth Blackwell's Graduation— An Eye -Witness Account by Margaret  Munro de Lancey », New York History, vol. 43, no 2,‎ avril 1962, p. 182-185 (4 pages) (lire en ligne ),
- Nancy Sahli, « A Stick to Break our Heads With : Elizabeth Blackwell and Philadelphia  Medicine », Pennsylvania History, vol. 44, no 4,‎ octobre 1977, p. 335-347 (13 pages) (lire en ligne ),
- Regina Markell Morantz, « Feminism, Professionalism, and Germs: The Thought of Mary Putnam Jacobi and Elizabeth Blackwell », American Quarterly, vol. 34, no 5,‎ hiver 1982, p. 59-478 (20 pages) (lire en ligne ),
- Lois A. Monteiro, « On Separate Roads: Florence Nightingale and Elizabeth Blackwell », Signs, vol. 9, no 3,‎ printemps 1984, p. 520-533 (14 pages) (lire en ligne ),
- Margo Horn, « Comment on Monteiro's "On Separate Roads: Florence Nightingale and Elizabeth Blackwell" », Signs, vol. 10, no 3,‎ printemps 1985, p. 605 (1 page) (lire en ligne ),
- Regina Morantz-Sanchez, « Feminist Theory and Historical Practice: Rereading Elizabeth Blackwell », History and Theory, vol. 31, no 4,‎ décembre 1992, p. 51-69 (19 pages) (lire en ligne ),
- Kate Krug, « Women Ovulate, Men Spermate: Elizabeth Blackwell as a Feminist Physiologist », Journal of the History of Sexuality, vol. 7, no 1,‎ juillet 1996, p. 51-72 (22 pages) (lire en ligne ),